# Илькинеевский сельсовет
Илькинеевский сельсовет — муниципальное образование в Куюргазинском районе Башкортостана.
Административный центр — деревня Илькинеево.

## История
Согласно «Закону о границах, статусе и административных центрах муниципальных образований в Республике Башкортостан» имеет статус сельского поселения.

## Население
| 2002 | 2009  | 2010 | 2012 | 2013 | 2014 | 2015 |
| ---- | ----- | ---- | ---- | ---- | ---- | ---- |
| 873  | ↗1020 | ↘930 | ↘906 | ↘880 | ↘831 | ↘792 |
| 2016 | 2017  | 2018 |      |      |      |      |
| ↘785 | ↘779  | ↘762 |      |      |      |      |

## Состав сельского поселения
| № | Населённый пункт | Тип населённого пункта          | Население |
| - | ---------------- | ------------------------------- | --------- |
| 1 | Илькинеево       | деревня, административный центр | ↘327      |
| 2 | Новомусино       | село                            | ↘305      |
| 3 | Юмагузино        | деревня                         | ↗155      |
| 4 | Маломусино       | деревня                         | ↘97       |
| 5 | Карагай          | деревня                         | ↗46       |

## Известные уроженцы
- Мигранов, Равиль Зарипович (род. 24 июля 1941) — российский легкоатлет-марафонец, чемпион мира среди ветеранов по кросс-кантри (2007), победитель международных марафонов в Омске, Москве, Санкт-Петербурге в своей возрастной группе.